# Джонс, Томми Ли
Томми Ли Джонс (англ. Tommy Lee Jones; род. 15 сентября 1946, Сан-Саба, Техас, США) — американский актёр, кинорежиссёр, сценарист и продюсер. Четыре раза был номинирован на премию «Оскар» — выиграл в 1994 году в категории «лучшая мужская роль второго плана» за роль в фильме «Беглец». Наиболее известен в амплуа невозмутимых, рассудительных шерифов, следователей и спецагентов («Беглец», «Служители закона», «Люди в чёрном», «Малавита», «Старикам тут не место»), хотя успешно играл и эксцентричных злодеев («В осаде», «Бэтмен навсегда»).

## Биография

### Ранние годы
Томми Ли Джонс родился 15 сентября 1946 года в Сан-Саба, штат Техас, в семье Люсиль Мари (в девичестве Скотт), офицера полиции, школьной учительницы, и владелицы салона красоты, и Клайда С. Джонса, работника нефтяных месторождений. Бабушка у Джонса индейского происхождения, из племени чероки.
Окончив школу Святого Марка в Техасе, он поступил в Гарвардский университет, где проживал в одной комнате с будущим вице-президентом США Альбертом Гором. В 1969 году Джонс с отличием окончил университет, получив степень бакалавра искусств в области английского языка.

### Карьера
Джонс переехал в Нью-Йорк и в 1969 году получил свою первую роль в пьесе Джона Осборна «Патриот для меня». В 1970 году дебютировал в кино, в фильме «История любви».
В начале 1971 года Джонс вернулся на Бродвей, в пьесу «Четверо в саду» где играл на одной сцене с Кэрол Ченнинг и Сидом Кейзером. Через несколько лет он сыграл ветерана Вьетнама в фильме «Раскаты грома» (1977) и автомобильного магната с Лоренсом Оливье в драме «Бетси».
В 1980 году Томми Ли Джонс впервые был номинирован на «Золотой глобус» за роль мужа кантри-певицы Лоретты Линн в фильме «Дочь шахтёра», а в 1983 году актёр получил «Эмми» за лучшую мужскую роль, играя убийцу Гэри Гилмора в телевизионной адаптации «Песни палача». В 1989 году он вновь номинировался на «Эмми» за исполнение роли бывшего «техасского рейнджера» капитана Вудро Ф. Колла в телевизионном мини-сериале «Одинокий голубь», который основан на одноимённом романе Ларри Макмертри.
В 1990-х годах Джонс стал одним из самых высокооплачиваемых и самых востребованных актёров Голливуда. В 1991 году он исполнил роль Клея Шоу в фильме «Джон Ф. Кеннеди. Выстрелы в Далласе». За эту роль актёр был впервые номинирован на «Оскар». В 1992 году исполнил роль террориста, который захватывает корабль ВМС США, в фильме «В осаде». Годом позже сыграл федерального маршала в фильме «Беглец», за которую получил премию «Оскар» за лучшую мужскую роль второго плана. Затем последовала роль начальника тюрьмы в «Прирождённых убийцах» (1994). В 1995 году в кинокомиксе «Бэтмен навсегда» Джонс исполнил роль Харви Дента — Двуликого. В 1997 году вышел фантастический фильм «Люди в чёрном», где Джонс сыграл роль агента Кея.
В 2000 году Джонс вместе с Клинтом Иствудом снялся в фильме «Космические ковбои». В 2002 году вышел сиквел «Людей в чёрном», где Джонс вернулся в роли агента Кея.
«Мои самые любимые фильмы — это те, за которые я получаю больше всего денег <...> Мне бы хотелось, чтобы фильмы говорили за себя сами. Ни зрителям, ни журналистам я бы не хотел объяснять, что в моем фильме значит то или это и почему мы вообще его сняли. Фильмы снимают с другой целью. А если кто-то любит объяснять — ему надо набрать класс и стать лектором».
2007 год ознаменовался двумя сильными драматическими ролями Джонса — в триллере «Старикам тут не место» и детективной драме «В долине Эла». В первом фильме актёр сыграл техасского шерифа, разыскивающего наёмного убийцу (в исполнении Хавьера Бардема). Фильм получил премию «Оскар» в категории «Лучший фильм», а игра Джонса была отмечена номинациями на различные кинопремии, в том числе на премию BAFTA в категории «лучшая мужская роль второго плана». Во втором фильме Джонс исполнил роль отца пропавшего солдата, пытающегося выяснить обстоятельства его исчезновения. Эта роль принесла ему третью номинацию на «Оскар» в категории «Лучшая мужская роль».
В 2010 году Джонс согласился на съёмки в фильме «Первый мститель», который вышел в прокат в июле 2011 года. Весной 2012 года вышел фильм «Люди в чёрном 3», где он вновь исполнил роль агента Кея.
Осенью того же года вышла биографическая драма Стивена Спилберга «Линкольн», в которой Джонсу досталась роль американского политика Тадеуша Стивенса, выступающего за отмену рабства. За эту роль актёр получил премию Гильдии киноактёров США, а также в очередной раз был номинирован на премии «Оскар», «Золотой глобус» и BAFTA.
В 2013 году снимался в криминальной комедии «Малавита» в роли Роберта Стэнфилда, а в 2016 году — в фильмах «Преступник», «Механик: Воскрешение» и «Джейсон Борн». В последнем он сыграл Роберта Дьюи, директора ЦРУ.
В 2019 году на 76-м Венецианском кинофестивале состоялась премьера фантастического фильма «К звёздам», в котором Томми Ли Джонс сыграл отца героя Брэда Питта.
В 2020 году вышла комедия «Афера по-голливудски» с Томми Ли Джонсом в роли кинозвезды Дюка Монтаны.

## Фильмография
| Год       |     | Русское название                    | Оригинальное название                   | Роль                                |
| --------- | --- | ----------------------------------- | --------------------------------------- | ----------------------------------- |
| 1970      | ф   | История любви                       | Love Story                              | Хэнк Симпсон                        |
| 1971—1979 | с   | Одна жизнь, чтобы жить              | One Life to Live                        | доктор Марк Толанд                  |
| 1973      | ф   | Школа жизни                         | Life Study                              | Гас                                 |
| 1975      | ф   | Гороскоп Элизы                      | Eliza’s Horoscope                       | Томми Ли                            |
| 1976      | с   | Ангелы Чарли                        | Charlie’s Angels                        | Арам Колегиан                       |
| 1976      | ф   | Тюрьма округа Джексон               | Jackson County Jail                     | Коли Блейк                          |
| 1976      | с   | Семья                               | Family                                  | Дэвид Нидхэм                        |
| 1976      | тф  | Катастрофа на трассе номер 5        | Smash-Up on Interstate 5                | офицер Хаттон                       |
| 1977      | тф  | Удивительный Говард Хьюз            | The Amazing Howard Hughes               | Говард Хьюз                         |
| 1977      | ф   | Раскаты грома                       | Rolling Thunder                         | Джонни Воден                        |
| 1978      | ф   | Бетси                               | The Betsy                               | Анжело Перино                       |
| 1978      | ф   | Глаза Лауры Марс                    | Eyes of Laura Mars                      | Джон Невилл                         |
| 1980      | ф   | Дочь шахтёра                        | Coal Miner’s Daughter                   | Дулиттл Линн                        |
| 1980      | тф  | Barn Burning (англ.)                | Barn Burning                            | Эб Сноупс                           |
| 1981      | ф   | Просёлочные дороги                  | Back Roads                              | Элмор Прэтт                         |
| 1982      | тф  | Песнь палача                        | The Executioner’s Song                  | Гэри Марк Гилмор                    |
| 1982      | ф   | Шаман                               | The Rainmaker                           | Старбак                             |
| 1983      | ф   | Нэйт и Хейс                         | Nate and Hayes                          | капитан Булли Хейс                  |
| 1984      | ф   | Речная крыса                        | The River Rat                           | Билли                               |
| 1984      | тф  | Кошка на раскалённой крыше          | Cat on a Hot Tin Roof                   | Брик Поллит                         |
| 1985      | тф  | Это мой парк                        | The Park Is Mine                        | Митч                                |
| 1986      | ф   | Восход «Чёрной луны»                | Black Moon Rising                       | Квинт                               |
| 1986      | тф  | Юрий Носенко: двойной агент         | Yuri Nosenko: Double Agent              | Стив Дэйли, агент ЦРУ               |
| 1987      | тф  | Нарушенные обеты                    | Broken Vows                             | Пейтер Джозеф Макмахон              |
| 1987      | ф   | Чикаго Блюз                         | The Big Town                            | Джордж Коул                         |
| 1988      | тф  | Апрельское утро                     | April Morning                           | Мозес Купер                         |
| 1988      | тф  | Ни шагу назад                       | Stranger on My Land                     | Бад Уитман                          |
| 1988      | ф   | Грозовой понедельник                | Stormy Monday                           | Космо                               |
| 1988      | тф  | Готам (Мёртвые не лгут)             | Gotham                                  | Эдди Маллард                        |
| 1989      | мтф | Одинокий голубь                     | Lonesome Dove                           | Вудро Ф. Колл                       |
| 1989      | ф   | Доставить по назначению             | The Package                             | Томас Бойетт                        |
| 1990      | ф   | Огненные птицы                      | Fire Birds                              | Брэд Литтл                          |
| 1991      | ф   | Джон Ф. Кеннеди. Выстрелы в Далласе | JFK                                     | Клэй Шоу                            |
| 1992      | ф   | В осаде                             | Under Siege                             | Уильям Страникс                     |
| 1993      | ф   | Карточный домик                     | House of Cards                          | Джейк Бирлендер                     |
| 1993      | ф   | Беглец                              | The Fugitive                            | Сэмюэл Джерард                      |
| 1993      | ф   | Небо и земля                        | Heaven & Earth                          | Стив Батлер                         |
| 1994      | ф   | Сметённые огнём                     | Blown Away                              | Райан Гэерити                       |
| 1994      | ф   | Клиент                              | The Client                              | «Преподобный» Рой Фолтридж          |
| 1994      | ф   | Прирождённые убийцы                 | Natural Born Killers                    | Дуайт МакКласки                     |
| 1994      | ф   | Голубое небо                        | Blue Sky                                | Хэнк Маршалл                        |
| 1994      | ф   | Кобб                                | Cobb                                    | Тай Кобб                            |
| 1995      | тф  | Хорошие старые парни                | The Good Old Boys                       | Хьюи Кэллоуэй                       |
| 1995      | ф   | Бэтмен навсегда                     | Batman Forever                          | Харви Дент / Двуликий               |
| 1997      | ф   | Вулкан                              | Volcano                                 | Майк Роурк                          |
| 1997      | ф   | Люди в чёрном                       | Men in Black                            | Кевин Браун / агент Кей             |
| 1998      | ф   | Служители закона                    | U.S. Marshals                           | Сэмюэл Джерард                      |
| 1998      | ф   | Солдатики                           | Small Soldiers                          | Чип Хазард                          |
| 1999      | ф   | Двойной просчёт                     | Double Jeopardy                         | Трэвис                              |
| 2000      | ф   | Правила боя                         | Rules of Engagement                     | полковник Хейз «Ходж» Ходжс         |
| 2000      | ф   | Космические ковбои                  | Space Cowboys                           | Хоук Хоукинс                        |
| 2002      | ф   | Люди в чёрном 2                     | Men in Black II                         | Кевин Браун / Агент Кей             |
| 2003      | ф   | Загнанный                           | The Hunted                              | Эл Ти Бонэм                         |
| 2003      | ф   | Последний рейд                      | The Missing                             | Сэмюэл Джонс / Чэа-дуу-ба-итс-иидэн |
| 2005      | ф   | Крутой и цыпочки                    | Man of the House                        | Роланд Шарп                         |
| 2005      | ф   | Три могилы                          | The Three Burials of Melquiades Estrada | Пит Перкинс                         |
| 2006      | ф   | Компаньоны                          | A Prairie Home Companion                | Лесоруб                             |
| 2007      | ф   | Старикам тут не место               | No Country for Old Men                  | Эд Том Белл                         |
| 2007      | ф   | В долине Эла                        | In the Valley of Elah                   | Хэнк Дирфилд                        |
| 2009      | ф   | В электрическом тумане              | In the Electric Mist                    | Дэйв Робишо                         |
| 2010      | ф   | В компании мужчин                   | The Company Men                         | Джин МакКлэри                       |
| 2011      | тф  | Вечерний экспресс «Сансет Лимитед»  | The Sunset Limited                      | Белый                               |
| 2011      | ф   | Первый мститель                     | Captain America: The First Avenger      | полковник Честер Филлипс            |
| 2012      | ф   | Весенние надежды                    | Hope Springs                            | Арнольд Соумс                       |
| 2012      | ф   | Люди в чёрном 3                     | Men in Black 3                          | Кевин Браун / Агент Кей             |
| 2012      | ф   | Император                           | Emperor                                 | генерал Дуглас Макартур             |
| 2012      | ф   | Линкольн                            | Lincoln                                 | Тадеуш Стивенс                      |
| 2013      | ф   | Малавита                            | The Family (Malavita)                   | Роберт Стэнфилд                     |
| 2014      | ф   | Местный                             | The Homesman                            | Джордж Бриггс                       |
| 2016      | ф   | Преступник                          | Criminal                                | доктор Фрэнкс                       |
| 2016      | ф   | Механик: Воскрешение                | Mechanic: Resurrection                  | Макс Адамс                          |
| 2016      | ф   | Джейсон Борн                        | Jason Bourne                            | Роберт Дьюи                         |
| 2017      | ф   | Всё только начинается               | Just Getting Started                    | Лео / Leo                           |
| 2017      | ф   | Шок и трепет                        | Shock and Awe                           | Джо Гэллоуэй                        |
| 2019      | ф   | К звёздам                           | Ad Astra                                | Клиффорд Макбрайд                   |
| 2020      | ф   | Уондер                              | Wander                                  | Джимми Клитс                        |
| 2020      | ф   | Афера по-голливудски                | The Comeback Trail                      | Дюк Монтана                         |
| 2023      | ф   | Погребение                          | The Burial                              | Иеремия Джозефа О’Киф               |
| 2023      | ф   | Крупный улов                        | Finestkind                              | Рэй Элдридж                         |

### За кадром
| Год  |    | Русское название                   | Оригинальное название                   | Роль                                         |
| ---- | -- | ---------------------------------- | --------------------------------------- | -------------------------------------------- |
| 1978 | ф  | Глаза Лауры Марс                   | Eyes of Laura Mars                      | сценарист                                    |
| 1995 | тф | Хорошие старые парни               | The Good Old Boys                       | режиссёр, сценарист                          |
| 2005 | ф  | Крутой и цыпочки                   | Man of the House                        | исполнительный продюсер                      |
| 2005 | ф  | Три могилы                         | The Three Burials of Melquiades Estrada | режиссёр, продюсер                           |
| 2011 | тф | Вечерний экспресс «Сансет Лимитед» | The Sunset Limited                      | режиссёр, исполнительный продюсер            |
| 2014 | ф  | Местный                            | The Homesman                            | режиссёр, сценарист, исполнительный продюсер |

## Награды и номинации
| Награда                        | Год  | Категория                                                                    | Фильм/Телесериал                    | Результат |
| ------------------------------ | ---- | ---------------------------------------------------------------------------- | ----------------------------------- | --------- |
| Оскар                          | 1992 | Лучшая мужская роль второго плана                                            | Джон Ф. Кеннеди. Выстрелы в Далласе | Номинация |
| Оскар                          | 1994 | Лучшая мужская роль второго плана                                            | Беглец                              | Победа    |
| Оскар                          | 2008 | Лучшая мужская роль                                                          | В долине Эла                        | Номинация |
| Оскар                          | 2013 | Лучшая мужская роль второго плана                                            | Линкольн                            | Номинация |
| BAFTA                          | 1993 | Лучшая мужская роль второго плана                                            | Джон Ф. Кеннеди. Выстрелы в Далласе | Номинация |
| BAFTA                          | 1994 | Лучшая мужская роль второго плана                                            | Беглец                              | Номинация |
| BAFTA                          | 2008 | Лучшая мужская роль второго плана                                            | Старикам тут не место               | Номинация |
| BAFTA                          | 2013 | Лучшая мужская роль второго плана                                            | Линкольн                            | Номинация |
| Золотой глобус                 | 1981 | Лучшая мужская роль в комедии или мюзикле                                    | Дочь шахтёра                        | Номинация |
| Золотой глобус                 | 1990 | Лучшая мужская роль второго плана в мини-сериале, телесериале или телефильме | Одинокий голубь                     | Номинация |
| Золотой глобус                 | 1994 | Лучшая мужская роль второго плана                                            | Беглец                              | Победа    |
| Золотой глобус                 | 2013 | Лучшая мужская роль второго плана                                            | Линкольн                            | Номинация |
| Эмми                           | 1983 | Лучшая мужская роль в мини-сериале или фильме                                | Песнь палача                        | Победа    |
| Эмми                           | 1989 | Лучшая мужская роль в мини-сериале или фильме                                | Одинокий голубь                     | Номинация |
| Премия Гильдии киноактёров США | 1996 | Лучшая мужская роль в телефильме или мини-сериале                            | Хорошие старые парни                | Номинация |
| Премия Гильдии киноактёров США | 2008 | Лучшая мужская роль второго плана                                            | Старикам тут не место               | Номинация |
| Премия Гильдии киноактёров США | 2013 | Лучшая мужская роль второго плана                                            | Линкольн                            | Победа    |